# Slittino ai I Giochi olimpici giovanili invernali - Doppio
La gara del doppio di slittino ai I Giochi olimpici giovanili invernali di Innsbruck 2012 si è tenuta sulla pista dell'Olympic sliding centre di Igls il 16 gennaio. Hanno preso parte a questa gara 22 atleti in rappresentanza di 11 nazioni.

## Risultato
| Pos. | Pett. | Atleta                                       | Nazione     | 1ª manche | 2ª manche | Totale   | Distacco |
| ---- | ----- | -------------------------------------------- | ----------- | --------- | --------- | -------- | -------- |
|      | 6     | Florian Gruber Simon Kainzwaldner            | Italia      | 42"590    | 42"604    | 1'25"194 |          |
|      | 8     | Tim Brendel Florian Funk                     | Germania    | 42"700    | 42"658    | 1'25"358 | +0"164   |
|      | 5     | Tyler Andersen Patrick Edmunds               | Stati Uniti | 42"817    | 42"949    | 1'25"766 | +0"572   |
| 4    | 2     | Jurij Kalinin Sergej Beljaev                 | Russia      | 43"000    | 42"946    | 1'25"946 | +0"752   |
| 5    | 1     | Jozef Čikovský Patrik Tomaško                | Slovacchia  | 42"930    | 43"018    | 1'25"948 | +0"754   |
| 6    | 10    | Thomas Steu Lorenz Koller                    | Austria     | 43"013    | 42"999    | 1'26"012 | +0"818   |
| 7    | 9     | Kristens Putins Imants Marcinkēvičs          | Lettonia    | 43"415    | 42"985    | 1'26"400 | +1"206   |
| 8    | 4     | Cosmin Atodiresei Ștefan Musei               | Romania     | 43"513    | 43"589    | 1'27"102 | +1"908   |
| 9    | 11    | Jakub Grzegorz Firlej Mateusz Robert Wozniak | Polonia     | 43"498    | 43"805    | 1'27"303 | +2"109   |
| 10   | 7     | Stanislav Mal'cev Oleg Faschutdinov          | Kazakistan  | 44"007    | 43"451    | 1'27"458 | +2"264   |
| DNF  | 3     | Volodymyr Bur'ij Anatolij Lehedza            | Ucraina     | 44"028    | DNF       |          |          |

Legenda:
- Pos. = posizione
- Pett. = pettorale
- DNF = prova non completata